# Collegium Germanicum et Hungaricum
Het Pauselijk Collegium Germanicum et Hungaricum de Urbe (korte naam: Collegium Germanicum et Hungaricum) is een priesterseminarie in Rome, ontstaan uit de fusie van het Collegium Germanicum en het Collegium Hungaricum in 1580.
In de volksmond wordt het college vaak simpelweg "Collegium Germanicum" genoemd. De priesterkandidaten die worden toegelaten en de oud-studenten staan bekend als "Germanici". Zij studeren doorgaans aan de Pauselijke Gregoriaanse Universiteit.

## Geschiedenis
Het Collegium Germanicum werd opgericht op 31 augustus 1552 door Paus Julius III met de pauselijke bul Dum sollicita. Het initiatief voor de oprichting kwam van kardinaal Giovanni Morone en Ignatius van Loyola. Laatstgenoemde opende het college op 28 oktober. Pedro de Ribadeneira werd aangesteld als de eerste directeur. Bij de oprichting lag de focus op de weerstand tegen de Reformatie, de verbetering van de theologische opleiding en de vorming van priesters trouw aan Rome. Uit de door het geloof bedreigde gebieden van het Heilige Roomse Rijk moesten "onbevreesde strijders voor het geloof" worden gevormd, preti riformati ("hervormde priesters"), d.w.z. priesters van een nieuwe geest.

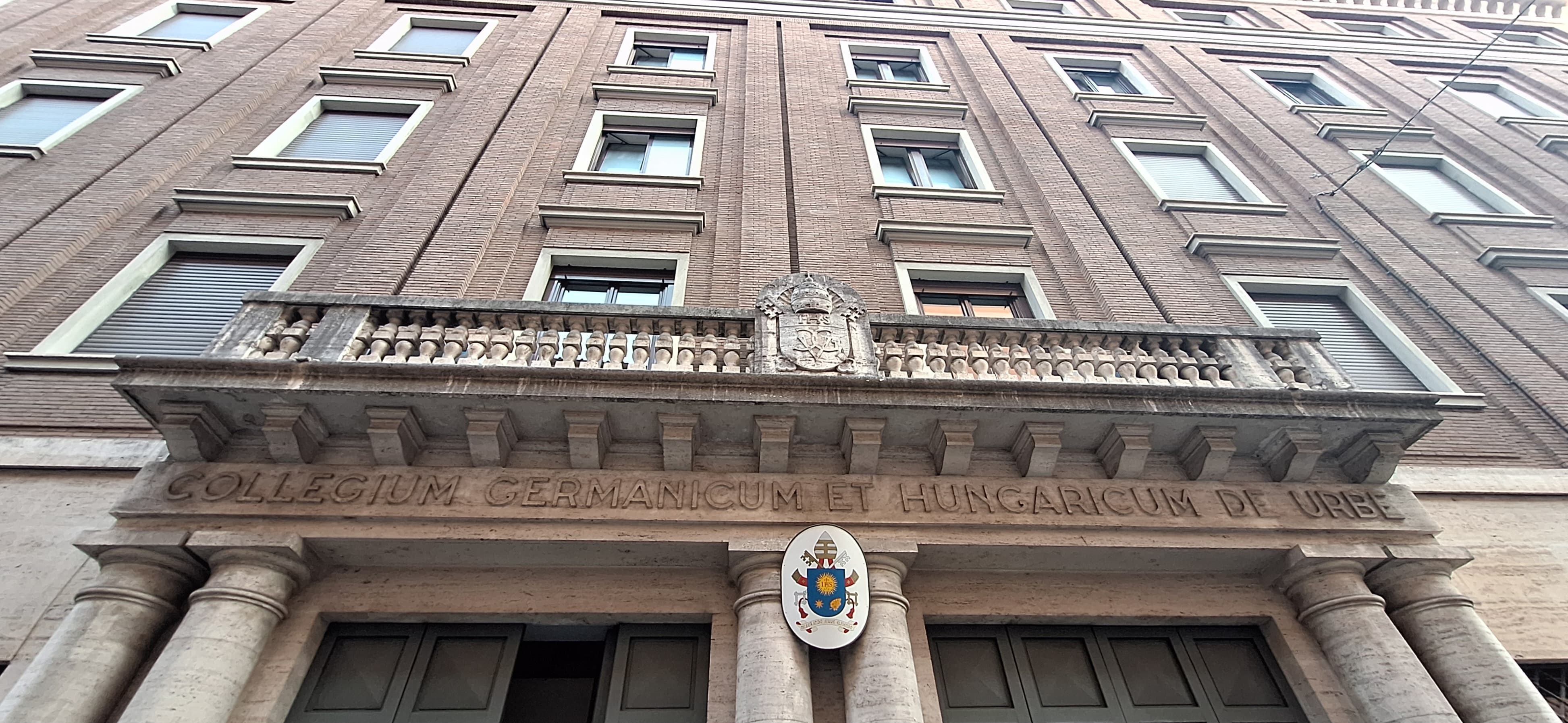
Locatie

In 1580 fuseerde Gregorius XIII het Collegium Germanicum met het in 1578 opgerichte Collegium Hungaricum; sindsdien draagt het de naam Pontificium Collegium Germanicum et Hungaricum de Urbe. Het was gevestigd bij Sant'Apollinare. Na de opheffing van de Jezuïetenorde in 1773 werd het geleid door wereldpriesters.
Omdat Keizer Jozef II in 1781 zijn studenten verbood in Rome te studeren en de stad kort daarna door Franse troepen werd bezet, moest het college in 1798 sluiten. Onder Pius VII werd het in 1818 heropend op de huidige locatie. In 1824 reorganiseerde Paus Leo XII het college, bond het nog sterker aan de Jezuïeten en gaf het zijn huidige vorm. Vanwege de vooroordelen tegen Jezuïeten werden Germanici in Duitsland (behalve in het Koninkrijk Beieren) tot 1918 zelden tot bisschoppen benoemd. Paus Gregorius XVI schonk in 1842 aan het Kanton Schwyz een vaste plaats in het seminarie.
Het landgoed San Pastore is sinds 1845 eigendom van het Collegium Germanicum en dient als een plek voor retraite en ontspanning. Vanwege de traditionele kardinaalsrode toga's, die de kardinalen volgens de legende zouden herinneren aan hun betalingsverplichtingen jegens het college, worden de Germanici door de Romeinen ook wel gamberi cotti (gekookte garnalen) of cardinaletti (kleine kardinalen) genoemd.
Tijdens de Eerste Wereldoorlog moest het college van 1915 tot 1919 verplaatst worden naar het Canisianum in Innsbruck. Tot een door Paus Pius XI geïnitieerde studiehervorming werden aan Germanici die de reguliere studie-eisen hadden voltooid, ook zonder de gebruikelijke vereisten voor een doctoraat (promotie), de titel van "Dr. theol. et phil." (Doctor in de Theologie en Filosofie) toegekend. Na de val van het IJzeren Gordijn in 1989 kon de oorspronkelijke internationaliteit van het college worden hersteld.

## Rectoren
- Ivo Zeiger (1939–1948)
- Franz von Tattenbach (1953–1959)
- Johannes Schasching (1966–1969)
- Claudius Mayer-Lauingen (1969–1973)
- Georg Mühlenbrock (1973–1979)
- Johannes Günter Gerhartz (1992–1998)
- Franz Meures (2005–2011)
- Benedikt Lautenbacher (2011–2015)
- Stefan Dartmann (2015–2021)
- Gernot Wisser, sinds 31 juli 2021